# Physochlaina physaloides
Physochlaina physaloides là loài thực vật có hoa trong họ Cà. Loài này được (L.) G. Don miêu tả khoa học đầu tiên năm 1837.